# Хурция, Валериан Иванович
Валериан Иванович Хурция (1910, Сенакский уезд, Кутаисская губерния, Российская империя — неизвестно, Цхакаевский район, Грузинская ССР) — бригадир тракторной бригады Цхакаевской 1-й МТС, Грузинская ССР. Герой Социалистического Труда (1948).

## Биография
Родился в 1910 году в крестьянской семье в одном из сельских населённых пунктов Сенакского уезда. Окончил местную начальную школу. Трудился в сельском хозяйстве. В послевоенное время — бригадир тракторной бригады Цхакаевской 1-й МТС.
В 1947 году сельскохозяйственные предприятия, обслуживаемые тракторной бригадой Валериана Хурция, сдали государству в среднем с каждого гектара по 50,74 центнера кукурузы с общей площади 81,78 гектара. Указом Президиума Верховного Совета СССР от 21 февраля 1948 года удостоен звания Героя Социалистического Труда за «получение высоких урожаев кукурузы и пшеницы в 1947 году» с вручением ордена Ленина и золотой медали «Серп и Молот» (№ 870).
Этим же указом званием Героя Социалистического Труда были награждены директор Цхакаевской МТС Варлам Несторович Купрейшвили и старший механик Александр Михайлович Чубинидзе.
После выхода на пенсию проживал в Цхакаевском районе. С 1972 года — персональный пенсионер союзного значения. Дата смерти не установлена.